# Propylamin
Propylamin (genauer n-Propylamin, nach IUPAC-Nomenklatur Propan-1-amin) ist eine organisch-chemische Verbindung aus der Stoffgruppe der aliphatischen primären Amine.

## Gewinnung und Darstellung
Großtechnisch hergestellt wird n-Propylamin durch Aminierung von 1-Propanol mit Ammoniak bei Temperaturen von 170 – 230 °C und Drücken von 1 – 30 bar in Gegenwart von kupfer- und aluminiumoxidhaltigen Katalysatoren. Als Nebenprodukte entstehen neben n-Propylamin auch Di-n-propylamin sowie Tri-n-propylamin.
Die komplette Reaktion verläuft in Rohrbündelreaktoren, die durch Salzschmelzen auf nahezu konstanter Temperatur gehalten werden. Die Reaktoren werden bevorzugt in der Kreisgasfahrweise betrieben.
Durch einen Überschuss an Ammoniak kann der Anteil des gebildeten n-Propylamin stark erhöht werden.
Eine weitere Möglichkeit zur Darstellung von Propylamin besteht in der vollständigen katalytischen Hydrierung von Acrylnitril.

## Eigenschaften

### Physikalische Eigenschaften
n-Propylamin hat eine relative Gasdichte von 2,04 (Dichteverhältnis zu trockener Luft bei gleicher Temperatur und gleichem Druck) und eine relative Dichte des Dampf-Luft-Gemisches von 1,35 (Dichteverhältnis zu trockener Luft bei 20 °C und Normaldruck). Die Dichte beträgt 0,72 g/cm3 bei 20 °C. Außerdem weist n-Propylamin einen Dampfdruck von 339 hPa bei 20 °C, 511 hPa bei 30 °C, 748 hPa bei 40 °C und 1060 hPa bei 50 °C auf. n-Propylamin hat eine dynamische Viskosität von 0,39 mPa·s bei 20 °C.

### Chemische Eigenschaften
n-Propylamin ist eine leicht entzündbare Flüssigkeit aus der Stoffgruppe der aliphatischen primären Amine. Sie ist mit Wasser vollständig und mit Ethanol und Ether gut mischbar. Die Flüssigkeit ist leicht flüchtig. Außerdem reagiert n-Propylamin heftig mit starken Oxidationsmitteln und Quecksilber sowie Luft (explosive Propylamindämpfe). Eine wässrige Lösung der Konzentration 100 g/l weist bei 20 °C einen pH-Wert von 12,6 auf. Folglich reagieren Lösungen von n-Propylamin stark alkalisch.

## Verwendung
n-Propylamin wird als Lösungsmittel in zahlreichen Anwendungen eingesetzt und ist Vorstufe zur Herstellung von Lokal-Anästhetika, Herbiziden, Fungiziden (z. B. Prochloraz) sowie Insektiziden. Des Weiteren wird es als Reagenz zur Polymermodifikation eingesetzt. In der Komplexchemie dient es als Ligand in Metallkomplexen und zur Herstellung von Interkalationsverbindungen. In der Organische Chemie wird n-Propylamin zur Imin-Bildung, N-Alkylierung, N-Acylierung, in reduktiven Aminierungen und in der Heterocyclen-Chemie eingesetzt.

## Sicherheitshinweise
n-Propylamin ist eine leicht entzündbare Flüssigkeit. Die Dämpfe können mit Luft beim Erhitzen des Stoffes über seinen Flammpunkt explosive Gemische bilden. Der Stoff wird hauptsächlich über die Atemwege und die Haut aufgenommen. Dabei kann es von leichten Reizungen bis zu starken Verätzungen der Schleimhäute und der Haut kommen. n-Propylamin weist eine untere Explosionsgrenze (UEG) von 2,0 Vol.-% (49 g/cm3) und eine obere Explosionsgrenze (OEG) von 10,4 Vol.-% (256 g/cm3) auf. Die Zündtemperatur beträgt 320 °C. Der Stoff fällt somit in die Temperaturklasse T2 und in die Explosionsgruppe IIA. Die Grenzspaltweite wurde auf 1,13 mm bestimmt. Mit einem Flammpunkt von −30 °C gilt n-Propylamin als leicht entflammbar.

## Externe Links zu erwähnten Verbindungen
1. ↑  Externe Identifikatoren von bzw. Datenbank-Links zu Propylamin-hydrochlorid:  CAS-Nr.: 556-53-6, EG-Nr.: 209-129-9, ECHA-InfoCard: 100.008.301, PubChem: 11165, ChemSpider: 10692, Wikidata: Q27273520.